# Prémery
Prémery este o comună în departamentul Nièvre din centrul Franței. În 2009 avea o populație de 2.031 de locuitori.

## Evoluția populației
| An        | 1975  | 1982  | 1990  | 1999  | 2006  | 2009  |
| --------- | ----- | ----- | ----- | ----- | ----- | ----- |
| Populație | 2.787 | 2.603 | 2.377 | 2.201 | 2.062 | 2.031 |